# Габиус, Арне
Арне Габиус (нем. Arne Gabius; род. 22 марта 1981, Гамбург) — немецкий легкоатлет, специалист по бегу на длинные дистанции и марафону. Выступал за сборную Германии по лёгкой атлетике в 2006—2016 годах, серебряный призёр чемпионата Европы в Хельсинки, многократный победитель немецкого национального первенства, рекордсмен страны, участник летних Олимпийских игр в Лондоне.

## Биография
Арне Габиус родился 22 марта 1981 года в Гамбурге, ФРГ.
Заниматься бегом начал в 1996 году в местном легкоатлетическом клубе «Гамбург-Норд». Позже тренировался в клубе «Тюбинген» под руководством известного немецкого бегуна на длинные дистанции Дитера Баумана.
Начиная с 1999 года регулярно выступал на различных юниорских соревнованиях по лёгкой атлетике, стартовал в основном в дисциплинах 3000 и 5000 метров.
В 2006 году вошёл в основной состав немецкой национальной сборной и выступил в беге на 5000 метров на чемпионате Европы в Гётеборге, однако финишировать здесь не смог и не показал никакого результата.
На зимнем европейском первенстве 2007 года в Бирмингеме стал девятым в беге на 3000 метров, занял второе место на Кубке Европы в Мюнхене.
В 2008 году на чемпионате мира в помещении в Валенсии занял на дистанции 3000 метров 11 место.
В 2009 году в беге на 5000 метров стартовал на домашнем мировом первенстве в Берлине, но не смог пройти дальше предварительных квалификационных забегов.
На европейском первенстве 2010 года в Барселоне стал двенадцатым в 5000-метровой дисциплине.
В 2011 году окончил Тюбингенский университет, где учился на медицинском факультете.
В 2012 году финишировал восьмым в беге на 3000 метров на зимнем чемпионате мира в Стамбуле, завоевал серебряную медаль в беге на 5000 метров на летнем чемпионате Европы в Хельсинки, уступив в финале только титулованному британскому бегуну Мо Фара. Благодаря череде удачных выступлений удостоился права защищать честь страны на Олимпийских играх в Лондоне — стартовал в программе бега на 5000 метров, но с результатом 13:28,01 остановился на предварительном квалификационном этапе.
После лондонской Олимпиады Габиус остался в составе легкоатлетической команды Германии и продолжил принимать участие в крупнейших международных стартах. Так, в 2013 году он отметился выступлением на чемпионате мира в Москве, где бежал дистанцию 5000 метров.
В 2014 году в дисциплине 5000 метров стал седьмым на чемпионате Европы в Цюрихе.
На мировом первенстве 2015 года в Пекине занял 17 место в беге на 10 000 метров. Также в этом сезоне достаточно успешно выступил на Франкфуртском марафоне, где финишировал четвёртым, установив национальный рекорд Германии — 2:08:33.
Бежал полумарафон на европейском первенстве 2016 года в Амстердаме, но в конечном счёте сошёл здесь с дистанции и не показал никакого результата. Стартовал на Лондонском марафоне, где так же не финишировал. Вынужден был отказаться от участия в Олимпийских играх в Рио-де-Жанейро из-за травмы бедра.
В 2017 году участвовал в Ганноверском марафоне, финишировал девятым на марафоне во Франкфурте (2:09:59).